# Daniele Massaro
Daniele Massaro, född 23 maj 1961, italiensk fotbollsspelare. Daniele Massaro spelade i AC Milan under ett antal år och har vunnit ett flertal fina titlar med såväl AC Milan som det italienska landslaget.